# مطار ليك إين ذ هيلز
بحيرة في مطار هيلز (معرف الموقع إف إيه إيه: 3CK) هو العام المطار يقع في بييوت 8407 الطريق في بحيرة في تلال، وهي قرية في مقاطعة ماكهنري، إلينوي، الولايات المتحدة الأمريكية. المطار مملوك ل قرية البحيرة في هيلس ويقع على بعد 38 ميلاً (61كم) شمال غرب منطقة الأعمال المركزية في شيكاغو. إنه مطار مخصص لإدارة الطيران الفيدرالية لمطار أوهير الدولي في شيكاغو.

## المرافق والطائرات
تغطي البحيرة في مطار هيلز مساحة 72 فدانا (29هكتارا) على ارتفاع 888 قدما (271 مترا). يحتوي على مدرج واحد مخصص 8/26 مع 3801 × 50 قدما (1,159 × 15 م) رصيف أسفلت. المطار غير خاضع للرقابة وهو مفتوح للجمهور.
لفترة شهرًا المنتهية في 31 أغسطس 2016، كان بالمطار 34000 عملية طيران،  بمعدل 93 عملية يوميًا. كل الطيران العام. في يناير 2017، كان هناك 101 طائرة في هذا المطار: 92 طائرة أحادية المحرك و 7 متعددة المحركات و 4 طائرات.
يتم توفير خدمات FBO من قبل قرية البحيرة في هيلس والتي تقدم وقود 100 لتر كامل وذاتية الخدمة ووقود Jet A.[بحاجة لمصدر]

التدريب على الطيران والامدادت المقدمة من السماء الزرقاء لخدمات الطيران افتتحت دورات تدريب الطيارين، في مارس 2017 ؛ وهي مدرسه أخرى للتدريب على الطيران.

تتوفر سيارات مجانيه في المطار للاستخدام خلال ساعات العمل

## برنامج إعادة التطوير
تم نقل طريق بييوت، إلى الشرق من المطار، لإنشاء منطقة أمان مدرج محسنة. يجري الآن إنشاء ممر مواز جديد سيكون قادرًا على العمل كمدرج مؤقت.  ساحة انتظار طائرات رئيسية أكبر  وسيتم بناء محطة طيران عامة جديدة. كما سيتم إجراء تحسينات على الصرف والمرافق ومرافق الدعم.
في عام، بنى المطار مزرعة وقود جديدة ونقل خزانات الوقود القديمة التي كانت قريبة جدًا من المدرج،  وهو مشروع كلف حوالي 760 ألف دولار. في يوليو 2016، بدأ تشييد المرحلة النهائية من مشروع تحسين المطار. في المشروع، تم هدم مبنى مكاتب المطار السابق لإفساح المجال لممر تاكسي جديد، وذلك لإبعاده عن المدرج الذي يتم إعادة بنائه وتوسيعه من 50 قدم (15 م) إلى 75 قدم (23 م) لتلبية معايير إدارة الطيران الفيدرالية. تم الانتهاء من الممر في نوفمبر 2016،  ومن المتوقع أن يكتمل المشروع بأكمله في عام 2022، ومن المتوقع أن تكلف توسعة المدرج 5 ملايين دولار.
بسبب النجاح المستمر في تطوير برنامج تحسين السلامة هذا، تم تسمية المطار بمطار ريليفير لعام 2010 في إلينوي من قبل قسم إلينوي للملاحة الجوية.[بحاجة لمصدر]